# Lothian

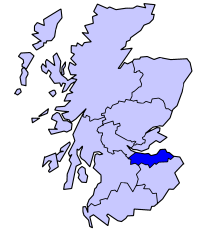
La localizzazione della contea in Scozia

Il Lothian (Lowden in scoto, Lodainn in gaelico scozzese) è una contea tradizionale della Scozia, che si estende tra la  costa meridionale del Firth of Forth e le colline di Lammermuir. Prende il suo nome dal semi-leggendario re britannico Lot (il Lot delle leggende arturiane). Nel VII secolo entrò a far parte del regno anglo di Northumbria. In seguito fu suddivisa nelle contee del Lothian occidentale, Lothian centrale e Lothian orientale, chiamati "i Lothian". Dopo che nel 1975 era divenuta regione di governo, fu di nuovo suddivisa nel 1996 in Lothian occidentale, città di Edimburgo, Lothian centrale e Lothian orientale, che prima erano stati distretti.